# Innungskrankenkasse Weser-Ems
Die Innungskrankenkasse Weser-Ems (IKK Weser-Ems) war als gesetzliche Krankenkasse mit Hauptsitz in Oldenburg ein Träger der gesetzlichen Krankenversicherung. Im Jahr 2008 wurde sie auf die Handelskrankenkasse verschmolzen.

## Historie
Am 3. August 1900 stellte die freie Handwerkerinnung Südbutjadingen an das Großherzogliche Amt Butjadingen einen Antrag auf Genehmigung zur Errichtung einer Innungskrankenkasse. Initiator war der damalige Obermeister der freien Handwerkerinnung, Maurermeister F. Adena. Nur die Bäcker hatten sich zu einer berufsständischen Organisation zusammengeschlossen, weitere Fachinnungen, wie wir sie heute kennen, gab es damals nicht.
Die Bäckerinnung zeigte sich an der Errichtung einer Innungskrankenkasse interessiert und beschloss den Beitritt. Anfängliche Bedenken des Großherzoglichen Amtes Butjadingen wurden durch Änderungen der Satzung ausgeräumt. Der durchschnittliche Tageslohn, von dem auch heute der Betrag zu berechnen ist, wurde für männliche Mitglieder auf 2,50 RM und für weibliche Mitglieder auf 1,60 RM festgesetzt.
Das Oldenburgische Staatsministerium erteilte erst ein Jahr später die Genehmigung zur Errichtung der Innungskrankenkasse.
Mehrfache Gesetzesänderungen machten bereits 1903 eine Änderung der Statuten erforderlich. Der Beitrag für Meister und Arbeitnehmer wurde gleichgesetzt auf 6 Pfennig je Wochentag.
Bereits damals standen Arzt- und Zahnarzthonorare im Mittelpunkt der öffentlichen Diskussion. Aus dem Protokoll vom 23. Februar 1902 ist zu entnehmen:
"1. Ärztetaxe: Die Ärztetaxe wurde mitgeteilt, und es wurde beschlossen, den Versuch zu machen, die Ärzte in Bezug auf das Honorar in Krankheitsfällen der Meister etwas milder zu stimmen.
2. Zahnärzte: Zahnarzt Brinkmann in Nordenham hat sich erboten, für die Mitglieder der Kasse zu ermäßigten Preisen Zähnen zu ziehen."
Die Allgemeine Ortskrankenkasse Butjadingen stellte 1919 einen Antrag auf Vereinigung mit der Innungskrankenkasse, dieser wurde durch Beschluss von Vorstand und Gesellenausschuss einstimmig abgelehnt.
Durch Gesetz wurden 1934 die Pflichtinnungen eingeführt. Nun waren nicht mehr die freien Handwerkerinnungen Träger der Krankenversicherung. Mit der „Sechsten Verordnung zum Aufbau der Sozialversicherung“ vom 13. März 1935 wurden die neuen Pflichtinnungen in die Trägerschaft genommen. Gleichzeitig wurde bestimmt, dass trotz Überleitung der Innungskrankenkasse auf ihre neuen Innungen keine Erweiterung des bisherigen Mitgliederkreises erfolgte. Somit blieben die bisherigen Mitglieder der Innungskrankenkasse erhalten, es fand jedoch keine Erweiterung auf die neuen Innungen statt.
Ab 1955 wurden alle versicherungspflichtigen Arbeitnehmer der innungsangehörigen Handwerksbetriebe durch die Innungskrankenkasse betreut. Erst mit Einführung des Kassenwahlrechts 1989 wurde diese Bindung aufgehoben.
Im Jahr 1992 fusionierten die IKK Wesermarsch und die IKK Oldenburg zur IKK Weser-Ems.
Am 1. Januar 2008 verschmolz die IKK Weser-Ems mit der Handelskrankenkasse, in der bundesweit ersten kassenartübergreifenden Fusion, zur hkk.

## Struktur
Die IKK Weser-Ems mit Hauptsitz in Oldenburg hatte weitere 14 Geschäftsstellen in der Region Weser-Ems in Niedersachsen. Seit 2006 war sie bundesweit geöffnet.

## Vorstand und Verwaltungsrat
Der Verwaltungsrat der IKK Weser-Ems bestand aus 15 Arbeitgeber- und 15 Arbeitnehmervertretern, die diese Tätigkeit ehrenamtlich verrichteten. Die Vorsitzenden des Verwaltungsrates waren Hartmut Krause und Kai-Uwe Cohrs. Vorstand der IKK Weser-Ems war Torsten Dette.

## Mitglieder und Beitragssätze
Ende 2006 zählte die IKK Weser-Ems 121.300 Versicherte, davon fast 74.000 Mitglieder (ca. 47.000 Familienangehörige sind beitragsfrei mitversichert). Das Durchschnittsalter der Versicherten betrug 31,58 Jahre.
Der allgemeine Beitrag zur Krankenversicherung betrug 12,9 % zzgl. 0,9 % Zusatzbeitrag für das Mitglied.

## Einnahmen und Ausgaben
Die Gesamteinnahmen betrugen 2005 rund 191 Millionen Euro. Davon stammten fast 180 Millionen Euro aus Beitragseinnahmen. Die Gesamtausgaben betrugen 2005 rund 187 Millionen Euro. Davon wurden 142,6 Millionen Euro (76 %) für Leistungen, 33,6 Millionen Euro (18 %) für den Risikostrukturausgleich und 11,1 Millionen Euro (6 %) für Verwaltung und sonstige Vermögensaufwendungen ausgegeben.